# Filozofie vědy
Filozofie vědy je oblast filozofie, která zkoumá vědu jako specifickou sféru lidské činnosti i jako vyvíjející se systém poznatků. Zkoumání vědy můžeme pozorovat již v antické filozofii (zvláště u Aristotela), samotný pojem filozofie vědy se nicméně rozšířil počátkem 20. stol. v dílech představitelů logického pozitivismu (forma novopozitivismu praktikovaného Vídeňským kruhem okolo Rudolpha Carnapa). Původní snahou bylo omezovat filozofický výzkum vědy jazykovými prostředky formální logiky s cílem redukovat vědecké teoretické pojmy a výroky na empirické, které umožňují prověření pozorováním či experimentem.
Karl Raimund Popper namísto kritéria verifikovatelnosti zavádí kritérium falzifikovatelnosti; vědecká hypotéza je pravdivá, pokud jsou pravdivé výroky, které z ní můžeme dedukovat. Pokud je hypotéza falzifikována, stává se celá teorie vyvrácenou. Dokud falzifikaci odolává, je považována za platnou. Může jít o vyvrácení základní (axiomatické) hypotézy celého systému (např. "Neexistuje vyšší rychlost než rychlost světla."), pak jde o vyvrácení celé vědecké teorie. Nebo může jít o vyvrácení pomocné hypotézy, kdy je možné zachovat celou teorii díky tvorbě hypotézy ad-hoc, která opravuje neshody. To však nelze provádět do nekonečna. Popper označuje ospravedlňování anomálií pomocí hypotéz ad-hoc do nekonečna za nevědecké (toho se dopouštějí např. kreacionisté). Věda je tak evolučním procesem spočívajícím v neustálém překonávání omylů. Na Poppera navázal Thomas Samuel Kuhn se svým pojetím paradigmatu a vědeckých revolucí.
V současnosti se filozofie vědy zabývá nejen strukturou vědeckého poznání, ale i jeho dějinami. Kromě studia již získaných poznání se věnuje i problémům získávání nových poznání, a od trendu redukovat vědecký výzkum pouze na empirickou úroveň se postupně upouští.
Filozofie vědy je jedním z hlavních okruhů zájmů analytické filozofie (Ludwig Wittgenstein, W. V. O. Quine, Hilary Putnam a další), trvale se jí však zabývají i neanalytičtí filozofové, např. Gaston Bachelard, Alexandre Koyré, Paul Feyerabend, v Česku pak mj. Zdeněk Neubauer.
Jistou formou filozofie vědy je i bioetika, součást filozofie biologie.